# Khu bảo tồn rừng Sinharaja
Khu bảo tồn rừng Sinharaja là một vườn quốc gia, một điểm nóng đa dạng sinh học ở Sri Lanka. Khu bảo tồn này có ý nghĩa quốc tế và đã được công nhận là khu dự trữ sinh quyển và Di sản thế giới của UNESCO.
Theo IUCN thì đây là những cánh rừng mưa nhiệt đới nguyên sinh cuối cùng của Sri Lanka. Hơn 60% thực vật tại đây là đặc hữu và nhiều trong số chúng được coi là hiếm. Khu rừng nhiệt đới còn nguyên vẹn này là một phần của vùng sinh thái rừng mưa đất thấp Sri Lanka đã được bảo tồn tránh khỏi nạn khai thác gỗ thương mại tồi tệ diễn ra ở Sri Lanka nhờ vào việc khó tiếp cận. Nó được công nhận là Khu dự trữ sinh quyển thế giới từ năm 1978 và một Di sản thế giới từ năm 1988. Tên của nó được dịch là "Vương quốc Sư tử".
Chỉ dài 21 km (13 mi) từ đông sang tây và tối đa 7 km (4,3 mi) theo chiều bắc nam, nhưng khu bảo tồn này là bộ sưu tập về các loài đặc hữu gồm thực vật, côn trùng, lưỡng cư, bò sát, chim và động vật có vú. Do có thảm thực vật dày đặc lên các loài động vật tại đây không dễ dàng nhìn thấy như ở Vườn quốc gia Yala. Động vật có vú lớn phổ biến nhất là Voọc mặt tía. Đây là nhà của 26 loài chim đặc hữu như Chèo bẻo đuôi cờ chẻ, Khướu mỏ cam, Phướn mặt đỏ, Bìm bịp mỏ xanh, Ác là xanh Sri Lanka

## Hình ảnh

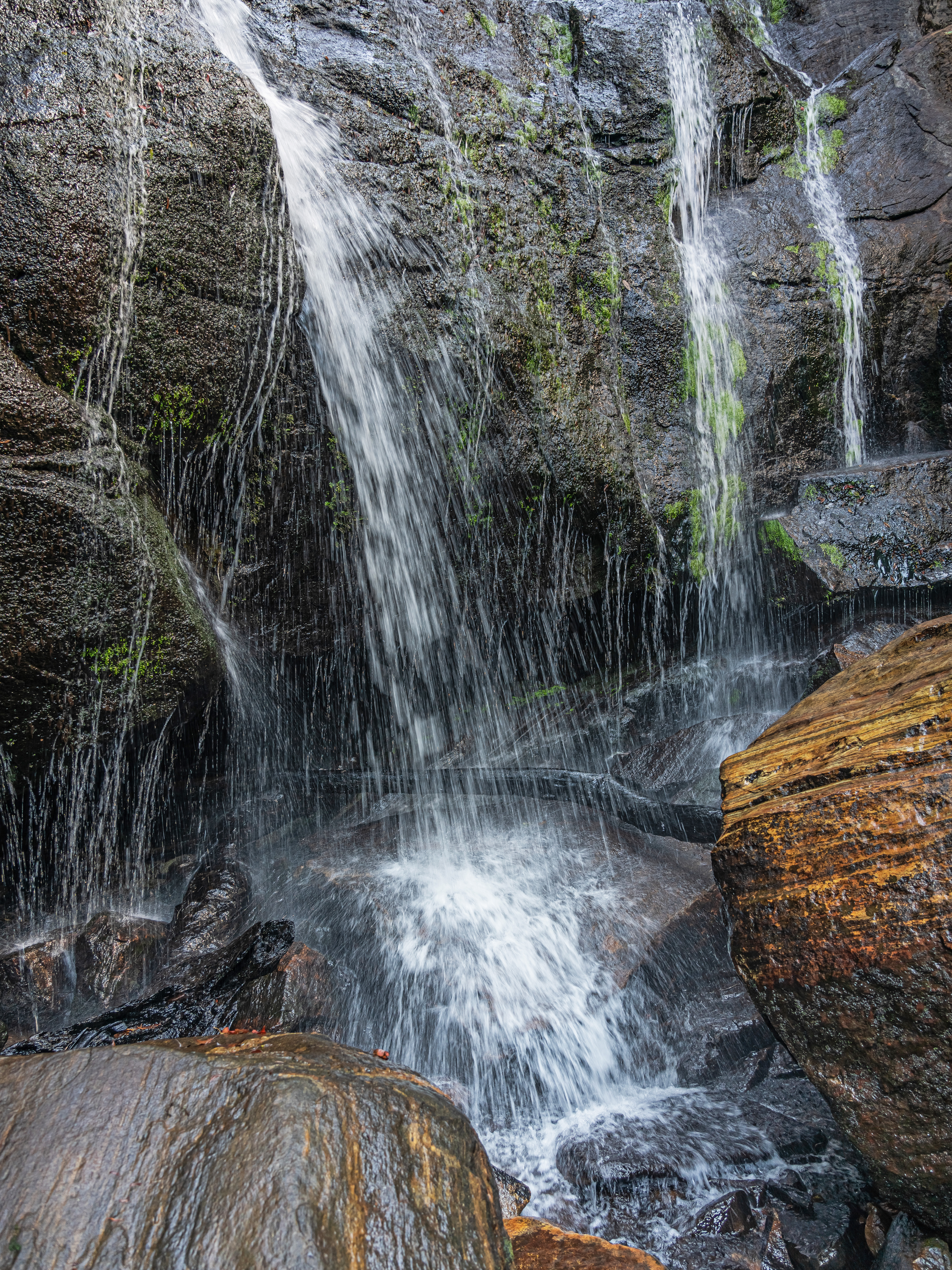
Một thác nước trong rừng nhiệt đới Sinharaja
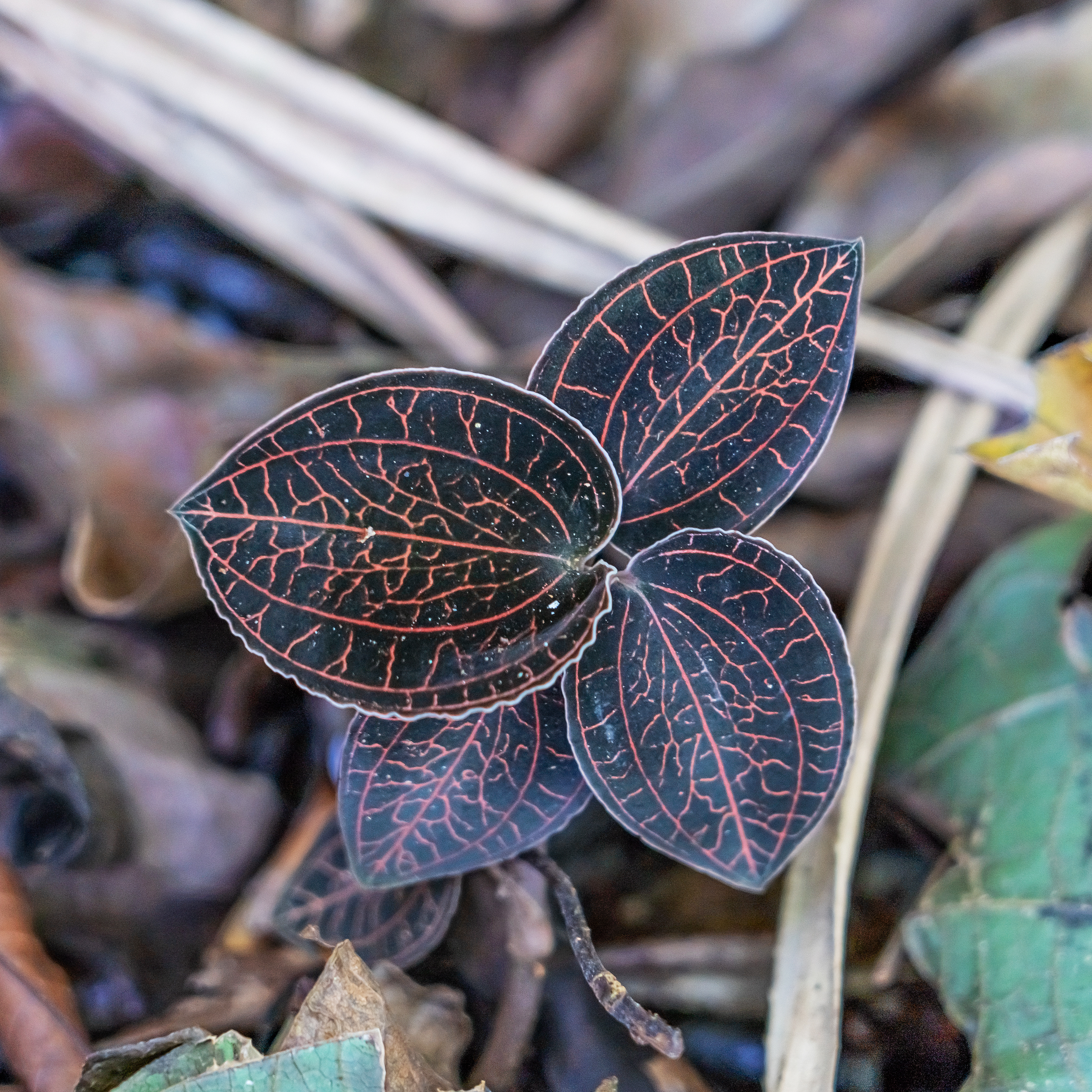
Thảm thực vật rừng mưa nhiệt đới
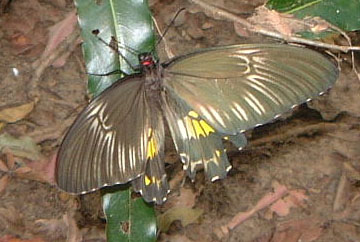
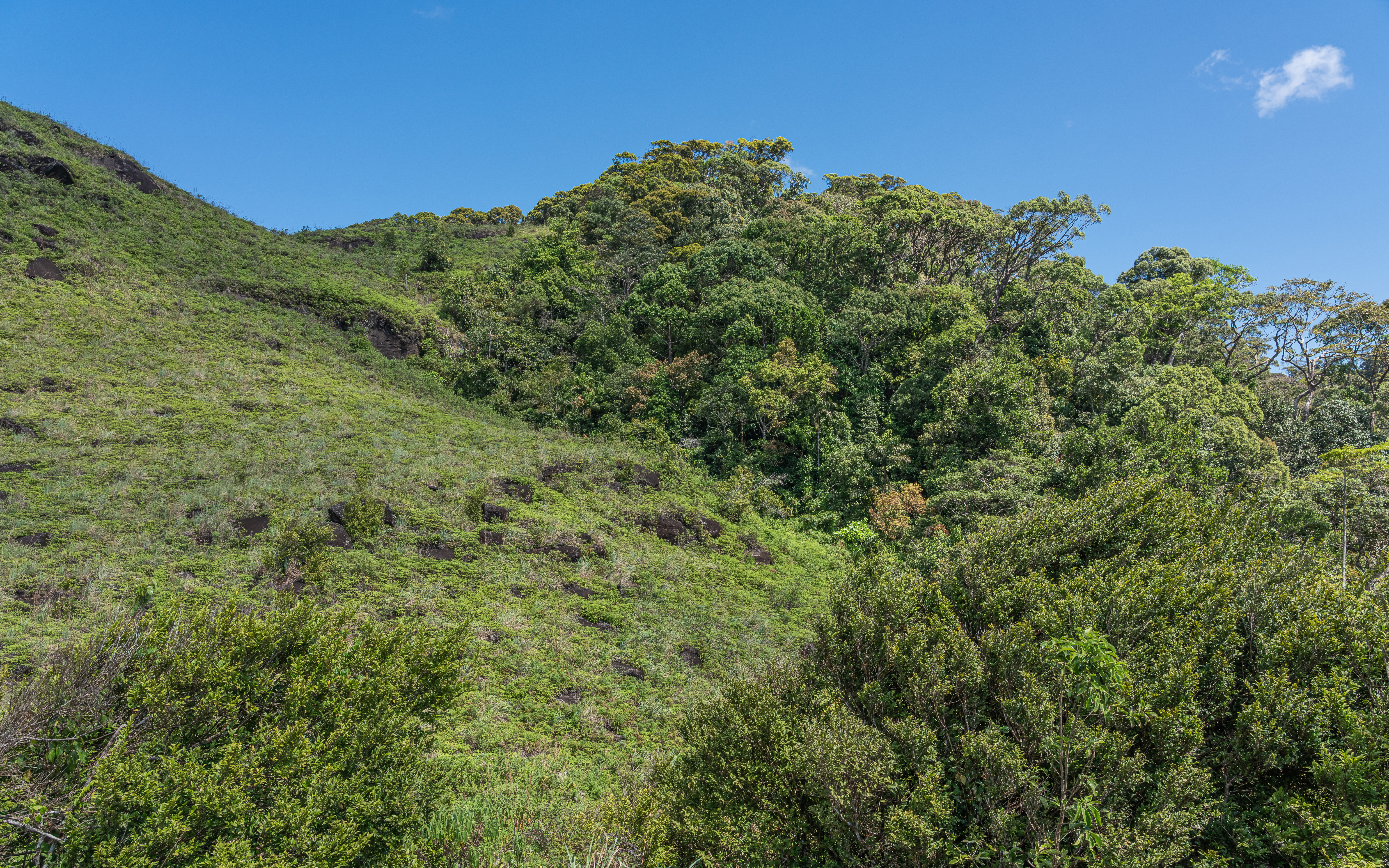
Thảm thực vật Sinharaja
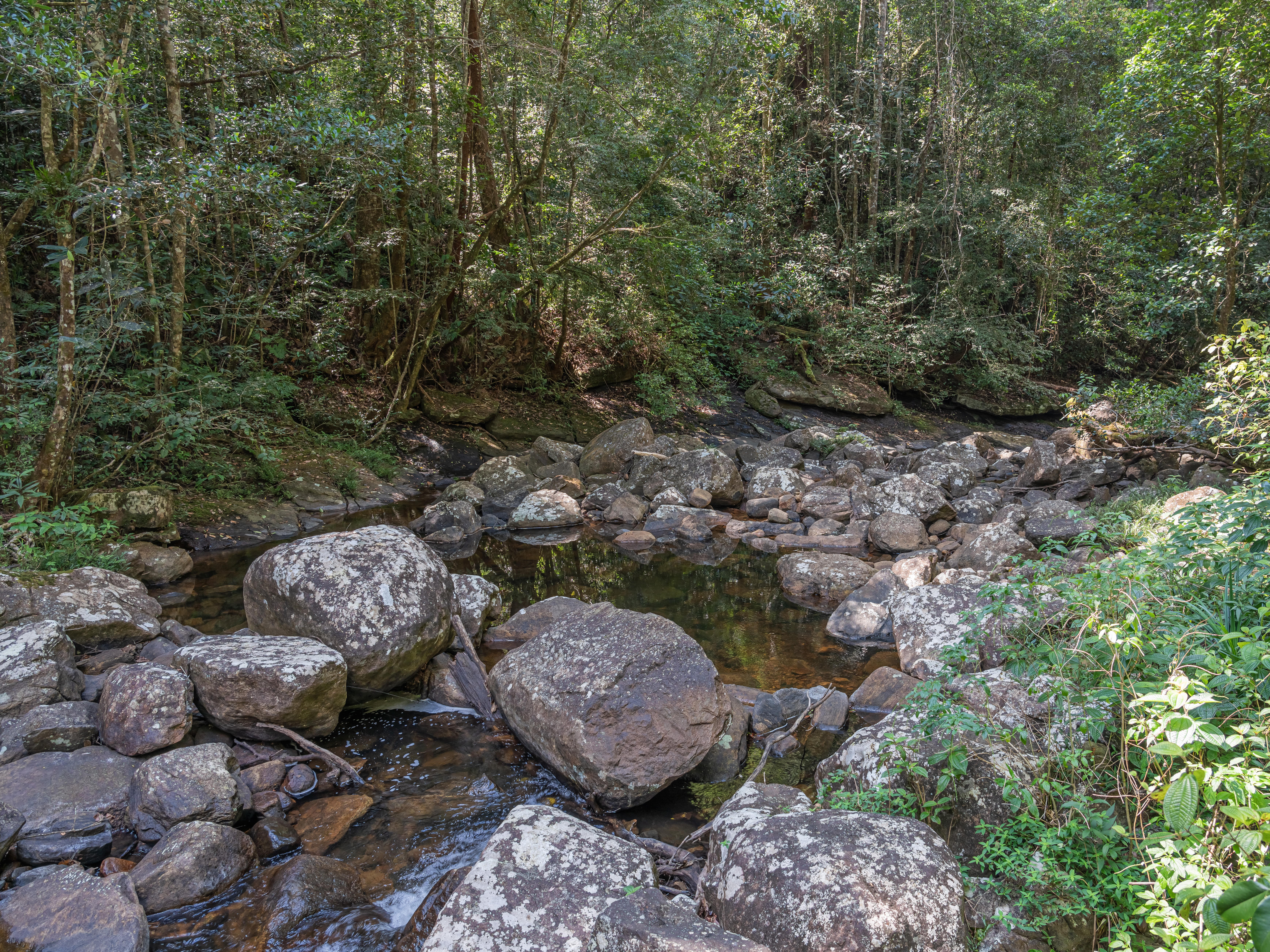
Một con suối trong khu bảo tồn
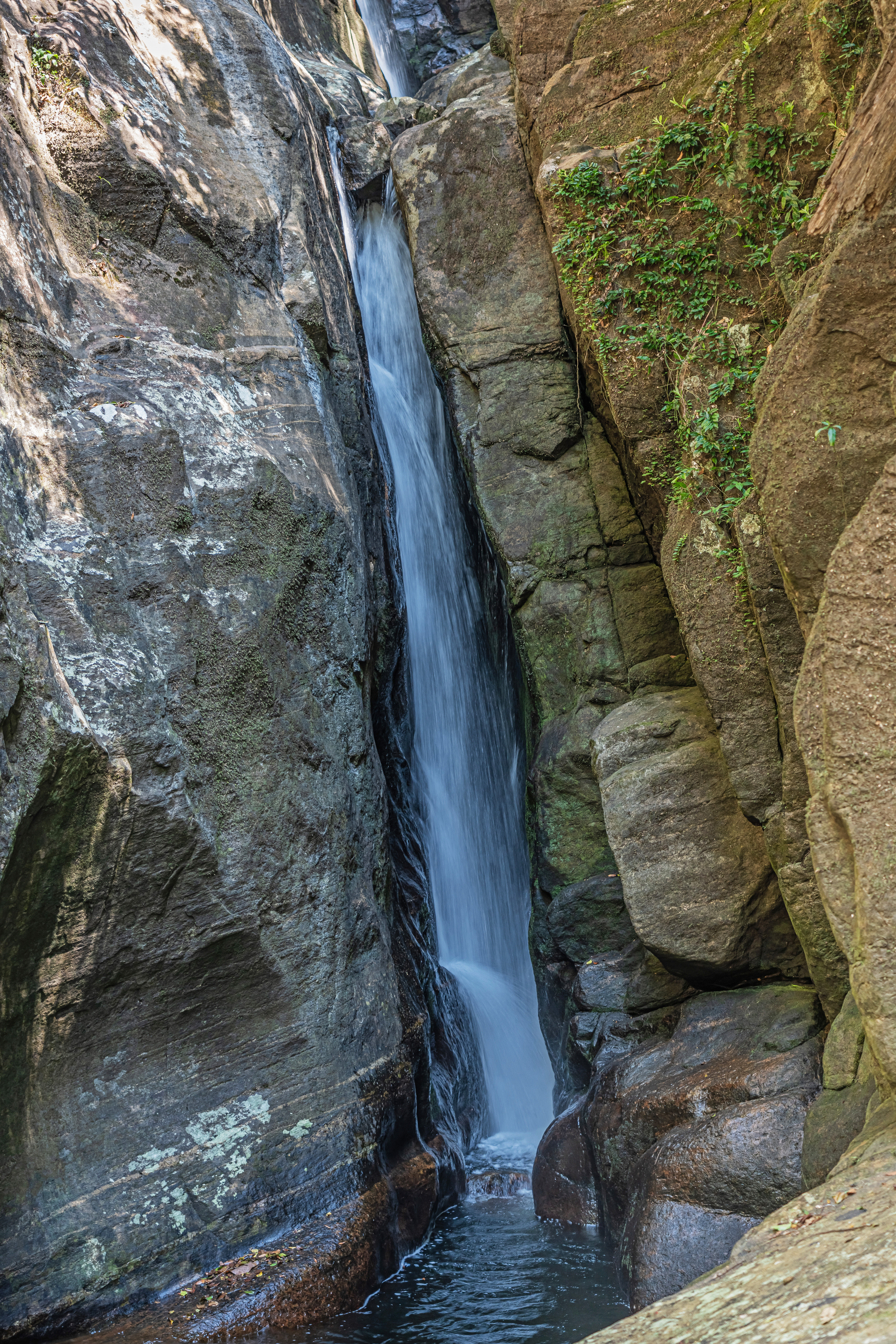
Một thác nước ở Sinharaja
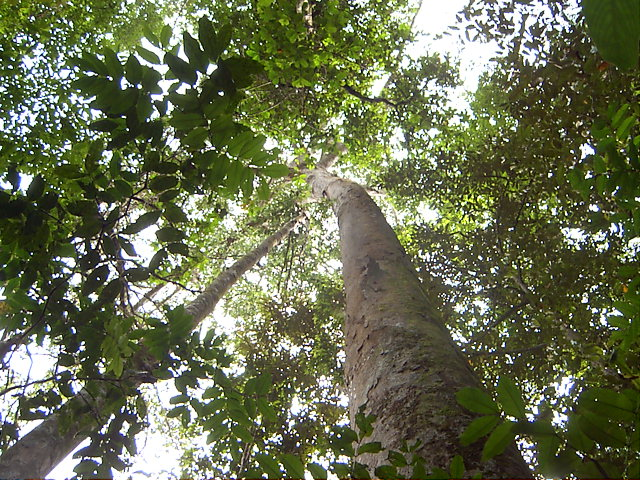
Những tán cây cao trong khu bảo tồn